# Seznam zápasů SK Slavia Praha 1901
V roce 1901 odehrála SK Slavia Praha 30 zápasů, z toho 26 přátelských, jeden v rámci Challenge Cupu a 3 v rámci Mistrovství Čech. Celková bilance byla 23 výher a 7 porážek.

## Přehled zápasů
| 24. duben 1901 přátelský |       |                |                             |
| First Vienna             | 0 – 3 | Southampton FC | stadion Slavie Letná, Praha |
|                          |       |                | stadion Slavie Letná, Praha |

| 1901 Challenge Cup, finále |       |                 |       |
| WAC Vídeň                  | 1 – 0 | SK Slavia Praha | Vídeň |
|                            |       |                 | Vídeň |

| 1901 přátelský  |       |                  |                             |
| SK Slavia Praha | 2 – 4 | Surrey Wanderers | stadion Slavie Letná, Praha |
|                 |       |                  | stadion Slavie Letná, Praha |

| 1901 přátelský  |       |                  |                              |
| SK Slavia Praha | 1 – 5 | Surrey Wanderers | Stadion Slavie, Letná, Praha |
|                 |       |                  | Stadion Slavie, Letná, Praha |

| 1901 Mistrovství Čech |        |                   |                              |
| SK Slavia Praha       | 11 – 6 | SK Slavia Praha B | Stadion Slavie, Letná, Praha |
|                       |        |                   | Stadion Slavie, Letná, Praha |

| 1901 Mistrovství Čech |        |              |                              |
| SK Slavia Praha       | 10 – 0 | Union Žižkov | Stadion Slavie, Letná, Praha |
|                       |        |              | Stadion Slavie, Letná, Praha |

| 1901 Mistrovství Čech |       |              |                              |
| SK Slavia Praha       | 2 – 1 | Union Žižkov | Stadion Slavie, Letná, Praha |
|                       |       |              | Stadion Slavie, Letná, Praha |

| 15. září 1901 přátelský |        |                    |                              |
| SK Slavia Praha         | 15 – 2 | Alemania Pforzheim | Stadion Slavie, Letná, Praha |
|                         |        |                    | Stadion Slavie, Letná, Praha |

| září 1901 přátelský |       |                    |                              |
| SK Slavia Praha     | 8 – 0 | Alemania Pforzheim | Stadion Slavie, Letná, Praha |
|                     |       |                    | Stadion Slavie, Letná, Praha |

| 20. září 1901 přátelský |       |                   |                              |
| SK Slavia Praha         | 8 – 0 | Racing Club Paříž | Stadion Slavie, Letná, Praha |
|                         |       |                   | Stadion Slavie, Letná, Praha |

| září 1901 přátelský |       |                   |                              |
| SK Slavia Praha     | 9 – 2 | Racing Club Paříž | Stadion Slavie, Letná, Praha |
|                     |       |                   | Stadion Slavie, Letná, Praha |

| podzim 1901 přátelský |       |                     |                              |
| SK Slavia Praha       | 4 – 1 | Torna Club Budapešť | Stadion Slavie, Letná, Praha |
|                       |       |                     | Stadion Slavie, Letná, Praha |

| podzim 1901 přátelský |       |                   |                              |
| SK Slavia Praha       | 9 – 0 | AC Vorwärts Vídeň | Stadion Slavie, Letná, Praha |
|                       |       |                   | Stadion Slavie, Letná, Praha |

| podzim 1901 přátelský |       |                   |                              |
| SK Slavia Praha       | 3 – 1 | Vienna Cricket FC | Stadion Slavie, Letná, Praha |
|                       |       |                   | Stadion Slavie, Letná, Praha |

| podzim 1901 přátelský |       |                 |       |
| Vienna Cricket FC     | 1 – 6 | SK Slavia Praha | Vídeň |
|                       |       |                 | Vídeň |

| 1901 přátelský |       |                 |       |
| First Vienna   | 5 – 3 | SK Slavia Praha | Vídeň |
|                |       |                 | Vídeň |

| podzim 1901 přátelský |       |                 |          |
| Magyar Uszó Egyesület | 1 – 5 | SK Slavia Praha | Budapešť |
|                       |       |                 | Budapešť |

| 1901 přátelský      |       |                 |          |
| Torna Club Budapešť | 1 – 5 | SK Slavia Praha | Budapešť |
|                     |       |                 | Budapešť |

| 1901 přátelský         |       |                 |          |
| Müegyetemi FC Budapešť | 1 – 4 | SK Slavia Praha | Budapešť |
|                        |       |                 | Budapešť |

| podzim 1901 přátelský   |       |                  |                              |
| SK Slavia Praha         | 4 – 3 | Civil Service FC | Stadion Slavie, Letná, Praha |
| Setzer Baumruk Zámostný |       |                  | Stadion Slavie, Letná, Praha |

| podzim 1901 přátelský |       |                  |                              |
| SK Slavia Praha       | 0 – 5 | Civil Service FC | Stadion Slavie, Letná, Praha |
|                       |       |                  | Stadion Slavie, Letná, Praha |

| 1901 přátelský  |       |          |                              |
| SK Slavia Praha | 0 – 5 | AB Kodaň | Stadion Slavie, Letná, Praha |
|                 |       |          | Stadion Slavie, Letná, Praha |

| 1901 přátelský  |       |                       |                              |
| SK Slavia Praha | 4 – 2 | Magyar Uszó Egyesület | Stadion Slavie, Letná, Praha |
|                 |       |                       | Stadion Slavie, Letná, Praha |

| 1901 přátelský      |       |                 |          |
| Torna Club Budapešť | 2 – 3 | SK Slavia Praha | Budapešť |
|                     |       |                 | Budapešť |

| 1901 přátelský        |       |                 |          |
| Magyar Atletikai Club | 1 – 3 | SK Slavia Praha | Budapešť |
|                       |       |                 | Budapešť |

| 1901 přátelský  |       |           |                              |
| SK Slavia Praha | 4 – 0 | Švýcarsko | Stadion Slavie, Letná, Praha |
|                 |       |           | Stadion Slavie, Letná, Praha |

| 1901 přátelský  |       |                     |                              |
| SK Slavia Praha | 6 – 0 | Müegyetemi Budapešť | Stadion Slavie, Letná, Praha |
|                 |       |                     | Stadion Slavie, Letná, Praha |

| 1901 přátelský  |       |                   |                              |
| SK Slavia Praha | 4 – 1 | Vienna Cricket FC | Stadion Slavie, Letná, Praha |
|                 |       |                   | Stadion Slavie, Letná, Praha |

| 1901 přátelský  |       |                     |                              |
| SK Slavia Praha | 9 – 1 | Frankonia Karlsruhe | Stadion Slavie, Letná, Praha |
|                 |       |                     | Stadion Slavie, Letná, Praha |

| 1901 přátelský  |       |          |                              |
| SK Slavia Praha | 2 – 1 | AB Kodaň | Stadion Slavie, Letná, Praha |
|                 |       |          | Stadion Slavie, Letná, Praha |

## Soupisky jednotlivých utkání

### Slavia - Southampton FC
Soupisky mužstev z tohoto utkání nejsou známy. Za hosty ale jistě nastoupil brankář Jack Robinson, po kterém je pojmenován jeden ze specifických brankářských zákroků (robinzonáda). Po tomto utkání pak ještě názorně slávistickým hráčům a fanouškům předváděl, jak probíhá jeho trénink.

### WAC Vídeň - Slavia
Soupisky mužstev z tohoto utkání nejsou známy. Jednalo se o finále čtvrtého ročníku Challenge Cupu. Přes velkou převahu Slavia nedokázala vstřelit branku a prohrála.

### Slavia - Surrey Wanderers
Soupisky mužstev z tohoto utkání nejsou známy.

### Slavia - Slavia B
Soupisky mužstev z tohoto utkání nejsou známy. Utkání hráno v rámci Mistrovství Čech.

### Slavia - Union Žižkov
Soupisky mužstev z tohoto utkání nejsou známy. Utkání hráno v rámci Mistrovství Čech.
Soupisky mužstev z tohoto utkání nejsou známy. Utkání hráno v rámci Mistrovství Čech, které tímto Slavia vyhrála.

### Slavia - Alemania Pforzheim (15. září 1901)
Soupisky mužstev z tohoto utkání nejsou známy. Slavia tímto zápasem otevírala nové hřiště, na jehož místě se v současnosti nachází tenisové kurty.

### Slavia - Alemania Pforzheim (září 1901)
Soupisky mužstev z tohoto utkání nejsou známy.

### Slavia - Racing Club Paříž (20. září 1901)
Soupisky mužstev z tohoto utkání nejsou známy. Za Slavii jistě nastoupil Starý.

### Slavia - Racing Club Paříž (září 1901)
Soupisky mužstev z tohoto utkání nejsou známy.

### Slavia - Torna Club Budapešť
Soupisky mužstev z tohoto utkání nejsou známy.

### Slavia - AC Vorwärts Vídeň
Soupisky mužstev z tohoto utkání nejsou známy.

### Slavia - Vienna Cricket FC
Soupisky mužstev z tohoto utkání nejsou známy.

### Vienna Cricket FC - Slavia
Soupisky mužstev z tohoto utkání nejsou známy.

### First Vienna - Slavia
Soupisky mužstev z tohoto utkání nejsou známy.

### Magyar Uszó Egyesület - Slavia
Soupisky mužstev z tohoto utkání nejsou známy.

### Torna Club Budapešť - Slavia
Soupisky mužstev z tohoto utkání nejsou známy.

### Müegyetemi Budapešť - Slavia
Soupisky mužstev z tohoto utkání nejsou známy.

### Slavia - Civil Service FC (4 – 3)
Soupisky mužstev z tohoto utkání nejsou známy. Jednalo se o první porážku soupeře na kontinentální Evropě v historii. Slávisté prohrávali o dvě branky, dokázali srovnat na 2:2, ale před poločasem dostali ještě gól třetí. Ve druhé půli pak zápas otočili ve svůj prospěch. Jeden z novinářů k utkání poté napsal: "Byl to památný a slavný den českého footballu, neboť poprvé na půdě české, na klassickém jevišti těch slavných sportovních bitev, Letné, hosté z mateřské země sportu odcházeli poraženi z bojiště a obecenstvo, vzavši v deliriu nadšení útokem bariéry, vniklo do hřiště, aby zahrnulo svou pochvalou a uznáním udatné české borce, kteří >>vykopali<< Praze slávu sportovního mužstva par excellence." Následujícího dne se obě mužstva potkala znovu, tentokrát s výrazným vítězstvím hostů. Dvě branky za Slavii vstřelil Baumruk, po jedné Setzer a Zámostný.

### Slavia - Civil Service FC (0 – 5)
Soupisky mužstev z tohoto utkání nejsou známy.

### Slavia - AB Kodaň
Soupisky mužstev z tohoto utkání nejsou známy.

### Slavia - Magyar Uszó Egyesület
Soupisky mužstev z tohoto utkání nejsou známy.

### Torna Club Budapešť - Slavia
Soupisky mužstev z tohoto utkání nejsou známy.

### Magyar Atletikai Club - Slavia
Soupisky mužstev z tohoto utkání nejsou známy.

### Slavia - Švýcarsko
Soupisky mužstev z tohoto utkání nejsou známy.

### Slavia - Müegyetemi Budapešť
Soupisky mužstev z tohoto utkání nejsou známy.

### Slavia - Vienna Cricket FC
Soupisky mužstev z tohoto utkání nejsou známy.

### Slavia - Frankonia Karlsruhe
Soupisky mužstev z tohoto utkání nejsou známy.

### Slavia - AB Kodaň
Soupisky mužstev z tohoto utkání nejsou známy.